# Сьерра-Невада-де-Санта-Марта
Сьерра-Невада-де-Санта-Марта (исп. Sierra Nevada de Santa Marta) — изолированный горный массив на севере Колумбии, на побережье Прикарибской низменности. Высота 5780 м (гора Кристобаль-Колон — самая высокая в стране). Сложен преимущественно кристаллическими и метаморфическими породами, склоны — осадочными. На вершинах — вечные снега и ледники. На северных склонах — летнезелёные леса, на южных — ксерофитные редколесья и кустарники, в верхнем поясе на высоте 3000-4500 м высокогорная вечнозелёная растительность (парамос), характеризующаяся редкими невысокими деревцами (2—5 м высотой), преимущественно из семейства сложноцветных, и травяным покровом из дерновинных ксерофильных злаков с примесью подушковидных и розеточных растений.
В эпоху до испанского завоевания на территории массива существовала развитая культура Тайрона.
Высоко в лесах массива находится национальный археологический парк «Затерянный город» Сьюдад-Пердида, где когда-то проживали представители культуры, оставившие после себя дома, каменные лестницы, мосты, каналы и террасы, где занимались сельским хозяйством.
На северо-западном краю массива расположен город Санта-Марта; в долине с юго-востока, которая отделяет массив от хребта Сьерра-де-Периха, находится город Вальедупар.